# Andrew McCarthy
Pour les articles homonymes, voir McCarthy.
Andrew McCarthy est un acteur, réalisateur, scénariste et producteur américain né le 29 novembre 1962 à New York. Dans les années 1980, il a été considéré comme un membre du Brat Pack.

## Filmographie

### Acteur

#### Cinéma
- 1983 : Class : Jonathan Onger
- 1985 : The Beniker Gang : Arthur Beniker
- 1985 : Tutti Frutti (Heaven Help Us) : Michael Dunn
- 1985 : St. Elmo's Fire : Kevin Dolenz
- 1986 : Rose bonbon : Blane McDonnagh
- 1987 : Waiting for the Moon : Henry Hopper
- 1987 : Mannequin : Jonathan Switcher
- 1987 : Neige sur Beverly Hills (Less Than Zero) : Clay Easton
- 1988 : Kansas : Wade Corey
- 1988 : Comme un cheval fou (Fresh Horses) : Matt Larkin
- 1989 : Week-end chez Bernie (Weekend at Bernie's) : Larry Wilson
- 1990 : Jours tranquilles à Clichy : Henry Miller
- 1990 : Docteur M : Assassin
- 1991 : Year of the Gun, l'année de plomb : David Raybourne
- 1992 : Only You (en) : Clifford Godfrey
- 1993 : Weekend at Bernie's II : Larry Wilson
- 1993 : Le Club de la chance (The Joy Luck Club) : Ted Jordan
- 1994 : Désigné pour tuer (Night of the Running Man) : Jerry Logan
- 1994 : Getting In : Rupert Grimm
- 1994 : Dead Funny : Reggie Barker
- 1994 : Mrs Parker et le Cercle vicieux (Mrs. Parker and the Vicious Circle) : Eddie Parker
- 1995 : Dream Man (vidéo) : David Mander
- 1996 : Les Hommes de l'ombre (Mulholland Falls) : Jimmy Fields
- 1996 : Everything Relative : Howard
- 1996 : Des choses que je ne t'ai jamais dites (Cosas que nunca te dije) : Don
- 1997 : Sale nuit (Stag) : Pete Weber
- 1998 : Bela Donna : Frank
- 1998 : I Woke Up Early the Day I Died : Cemetery Cop
- 1998 : I'm Losing You : Bertie Krohn
- 1999 : www.crime.com (New World Disorder) : Kurt Bishop
- 1999 : A Twist of Faith : Henry Smith
- 1999 : New Waterford Girl : Cecil Sweeney
- 2000 : Nowhere in Sight : Eric Shelton
- 2001 : Diggity: A Home at Last : Raymond Cane
- 2002 : Standard Time : Elliot Shephard
- 2004 : 2BPerfectlyHonest : Josh
- 2005 : The Orphan King

#### Télévision
- 1992 : Common Pursuit : Martin Musgrove
- 1994 : Les Contes de la crypte : Edward
- 1995 : The Courtyard : Jonathan
- 1996 : Hostile Force : Rabbit (Mike)
- 1996 : L'Affaire Ramzay (Escape Clause) : Richard Ramsay
- 1996 : L'Arbre de Noël (The Christmas Tree) : Richard Reilly
- 1998 : A Father for Brittany : Keith Lussier
- 1998 : Programmés pour tuer (Perfect Assassins) : Ben Carroway
- 2000 : Une rencontre pour la vie (A Storm in Summer) : Stanley Banner
- 2000 : Vision parallèle (The Sight) : Michael Lewis
- 2000 : Jackie Bouvier Kennedy Onassis : Robert 'Bobby' Kennedy
- 2000 : New York, unité spéciale (saison 1, épisode 22) : Randolph Morrow
- 2002 : Georgetown
- 2002 : La Vie secrète de Zoé (The Secret Life of Zoey) : Mike Harper
- 2003 : À l'ombre des souvenirs (Straight from the Heart) : Tyler Ross
- 2003 : Les Monstres De Maple Street (The Monsters Are on Maple Street) : Will
- 2003 :  Monk - (série télévisée) - Saison 2, épisode 1 (Monk retourne à l’école (Mr. Monk Goes Back to School) ) : Derek Philby
- 2003 :  New York, police judiciaire (saison 13, épisode 13) : avocat Finnerty
- 2004 : The Hollywood Mom's Mystery : Kit Freers
- 2004 : Crusader : Hank Robinson
- 2004 : Kingdom Hospital (feuilleton) : Dr. Hook
- 2006 : 100 Greatest Teen Stars (feuilleton) : Teen Star nº 40
- 2007 : New York, section criminelle (saison 7, épisode 8) : assistant du procureur Gene Hoyle
- 2008 : Lipstick Jungle : Les Reines de Manhattan (série) joe bennett
- 2009 : Un orage de printemps (Corey Burdock) : Corey Burdock
- 2009 : Gossip Girl (série) : Épisode 13, saison 3
- 2010 : FBI : Duo très spécial (série) : Épisode 11 et 16, saison 2
- 2012 : Coup de foudre à 3 temps (Come Dance with Me) : Jack / John Pressman
- 2016 : The Family : Hank Asher
- 2020 : Good Girls : James Fitzpatrick (2 épisodes)
- 2023 : Blacklist : Edward (1 épisode)

### Réalisateur
- 2004 : News for the Church
- 2013-2016 : Orange Is the New Black
- 2015-... : Blacklist (The Blacklist) (12 épisodes)
- 2019-... : Good Girls (3 épisodes)

### Scénariste
- 2004 : News for the Church (+ producteur)